# Уайт, Девин
Девин Уайт (англ. Devin White, 17 февраля 1998, Спрингхилл) — профессиональный футболист, выступающий на позиции лайнбекера в клубе НФЛ «Тампа-Бэй Бакканирс». Обладатель Приза Баткаса 2018 года.

## Биография

### Любительская карьера
Уайт родился 17 февраля 1998 года в Спрингхилле. Во время учёбы в старшей школе Норт Уэбстер играл на позициях лайнбекера и раннинбека. В составе школьной команды Девин набрал на выносе 5 031 ярд и занёс 81 тачдаун. В качестве игрока защиты он отметился 192 захватами. На момент окончания школы он оценивался как двенадцатый по силе молодой игрок Луизианы и получил оценку четыре звезды от сайтов ESPN, Rivals.com и 247Sports. В последний год обучения в школе Уайт имел проблемы с законом. Ему предъявлялись обвинения в попытке сексуального контакта с несовершеннолетней, неаккуратном вождении и попытке скрыться от полиции. Тем не менее, эти сложности не помешали его дальнейшей карьере.
В 2016 году Девин поступил в Университет штата Луизиана. В чемпионате NCAA он начал играть с первого года обучения и в дебютном сезоне сыграл в двенадцати матчах команды. По итогам года Уайта включили в сборную новичков Юго-Восточной конференции. В сезоне 2017 года он вошёл в число лучших лайнбекеров студенческого футбола. Девин стал лучшим в конференции, делая 10,2 захвата в среднем за игру. Также на его счету было 4,5 сэка в тринадцати играх сезона, включая главный матч года для команды — Ситрус Боул против Нотр-Дама.
В своём последнем сезоне в студенческой карьере Девин сыграл во всех тринадцати матчах, лишь в одном не выйдя в основном составе из-за удаления в предыдущей игре. Два раза его признавали лучшим игроком защиты в SEC по итогам недели. За сезон Уайт сделал 123 захвата, показав лучший результат конференции. После завершения сезона он получил Приз Баткаса как лучший лайнбекер NCAA, став первым обладателем награды в истории университета. В январе 2019 года Уайт объявил, что не будет оставаться на четвёртый год обучения и выставит свою кандидатуру на драфт НФЛ.

#### Статистика выступлений в NCAA
| Сезон | Команда     | Игры | Захваты | Захваты | Захваты | Захваты | Захваты | Перехваты | Перехваты | Перехваты | Перехваты | Перехваты | Фамблы | Фамблы | Фамблы | Фамблы |
| Сезон | Команда     | Игры | Solo    | Ast     | Tot     | Loss    | Sk      | Int       | Yds       | Y/R       | TD        | PD        | FR     | Yds    | TD     | FF     |
| ----- | ----------- | ---- | ------- | ------- | ------- | ------- | ------- | --------- | --------- | --------- | --------- | --------- | ------ | ------ | ------ | ------ |
| 2016  | ЛСЮ Тайгерс | 8    | 15      | 15      | 30      | 3,0     | 1,0     | 0         | 0         | 0,0       | 0         | 0         | 1      | 0      | 0      | 1      |
| 2017  | ЛСЮ Тайгерс | 13   | 37      | 96      | 133     | 13,5    | 4,5     | 1         | 3         | 3,0       | 0         | 3         | 0      | 0      | 0      | 0      |
| 2018  | ЛСЮ Тайгерс | 13   | 62      | 61      | 123     | 12,0    | 3,0     | 0         | 0         | 0,0       | 0         | 6         | 2      | 0      | 0      | 3      |
| Всего | Всего       | 34   | 114     | 172     | 286     | 28,5    | 8,5     | 1         | 3         | 3,0       | 0         | 9         | 3      | 0      | 0      | 4      |

### Профессиональная карьера
Перед драфтом НФЛ 2019 года издание Pro Football Focus поставило Уайта на пятнадцатое место среди всех лайнбекеров высшего дивизиона NCAA по способности оказывать давление на квотербека. По навыкам захвата соперников он занял семидесятое место. Аналитик канала CBS Райан Уилсон отмечал способность Девина играть по всей ширине поля и за счёт своего атлетизма компенсировать не лучшие навыки игры в прикрытии оппонента в пасовых розыгрышах. К минусам игрока относились не самое быстрое чтение игры и малый опыт игры в персональном прикрытии, так как команда университета преимущественно использовала зонную защиту.
На драфте Девин был выбран клубом «Тампа-Бэй Бакканирс» в первом раунде под общим пятым номером. Руководство команды рассчитывало, что он заменит в составе ушедшего в «Сан-Франциско» Квона Александера. В июле Уайт подписал с «Тампой» четырёхлетний контракт на сумму 29,3 млн долларов. Ещё 19,3 млн он получил в качестве подписного бонуса.
Он дебютировал в НФЛ 8 сентября 2019 года в матче против «Сан-Франциско» и сделал шесть захватов, несмотря на ангину. В первой четверти игры второй недели против «Каролины» Уайт получил травму колена.

#### Статистика выступлений в НФЛ

##### Регулярный чемпионат
| Сезон | Команда             | Игры | Захваты | Захваты | Захваты | Захваты | Захваты | Перехваты | Перехваты | Перехваты | Перехваты | Перехваты | Фамблы | Фамблы | Фамблы | Фамблы |
| Сезон | Команда             | Игры | Solo    | Ast     | Tot     | Loss    | Sk      | Int       | Yds       | Y/R       | TD        | PD        | FR     | Yds    | TD     | FF     |
| ----- | ------------------- | ---- | ------- | ------- | ------- | ------- | ------- | --------- | --------- | --------- | --------- | --------- | ------ | ------ | ------ | ------ |
| 2019  | Тампа-Бэй Бакканирс | 3    | 12      | 5       | 17      | 1       | 0,0     | 0         | 0         | 0,0       | 0         | 0         | 0      | 0      | 0      | 0      |
| Всего | Всего               | 3    | 12      | 5       | 17      | 1       | 0,0     | 0         | 0         | 0,0       | 0         | 0         | 0      | 0      | 0      | 0      |

- По состоянию на 22 октября 2019